# Кейзер, Шарлотта
Шарлотта Кейзер (нем. Charlotte Keyser; 2 июля 1890, Русне, Восточная Пруссия — 23 сентября 1966, Ольденбург) — немецкая писательница и поэтесса.

## Жизнь и творчество
Родилась 2 июля 1890 года в Русне, Восточная Пруссия. В 1943 году была удостоена премии Иоганн Готфрид фон Гердера. До отъезда из Восточной Пруссии жила и работала учительницей в Тильзите. Её работы основаны на тщательных проработках деталей и полны тепла. Писала романы и стихотворения. Наряду с Германом Зудерманом она считается самой известной писательницей в районе реки Мемель (Мемельланда). Кроме того, она отлично играла на лютне, исполняя на ней стихотворения собственного сочинения.
Умерла 23 сентября 1966 года в Ольденбурге.

## Работы
- Und immer neue Tage. Roman einer memelländischen Familie zwischen zwei Jahrhunderten (1700—1900). München 1950
- Schritte über die Schwelle. Heilbronn 1966